# Oulaire
Der Oulaire ist ein fast vier Kilometer langer, südöstlicher und rechter Zufluss der Mentue. Er entwässert einen östlichen Abschnitt von deren Einzugsgebiet im Schweizer Kanton Waadt.

## Name
Die erste Erwähnung des Flussnamens ist mit der Schreibweise Oleres aus dem Jahr 1228 überliefert. Die Herkunft des Namens ist unbekannt.

## Geographie

### Verlauf
Die Quelle des Baches liegt heute in der Flur Oulaires im Gebiet der Gemeinde Montanaire nördlich des Dorfes Chapelle-sur-Moudon. Früher begann der längere Quellbach Augine im Waldgebiet Les Biolettes. Der Bachgraben markiert auf langen Abschnitten die Gemeindegrenze zwischen Montanaire und Boulens. In der Nähe des Weilers Moulin de l’Augine ist das Gewässer eingedolt und wird dort von der Hauptstrasse 150 überquert. An dieser Stelle befindet sich die Bushaltestelle Moulin de l’Augine.
Der Bach verläuft in nordwestlicher Richtung in einer rasch tiefer in den Sandsteinfelsen eingegrabenen, weglosen Schlucht zwischen den Ortschaften Boulens und Saint-Cierges. Bei Côtes de l’Oleyre mündet der Bach von rechts in die Mentue.
Der Oulaire nimmt in seinem Verlauf mehrere kleine Nebenbäche auf, unter anderem die Augine, den Mau Conseil, die Mélule und den Arouvenoz.

### Einzugsgebiet
Das 6,58 km² grosse Einzugsgebiet des Oulaire liegt im Hügelgebiet des Gros de Vaud und wird durch ihn über die Mentue, den Zihlkanal, die Aare und den Rhein zur Nordsee entwässert.
Es grenzt
- im Westen an das der Mentue
- im Südwesten an das der (fast gleichnamigen) Ouleire
- im Südosten und Osten an jene der Mérine und der Cerjaule, zwei Zuflüsse der Broye,
- und im Norden an jene des Ruisseau de Roche Cirnet und der Augine (nicht zu verwechseln mit dem gleichnamigen Nebenbach des Oulaire), die beide ebenfalls in die Mentue münden.

Das Einzugsgebiet besteht zu 22,2 Prozent aus bestockter Fläche, zu 69,9 Prozent aus Landwirtschaftsfläche und zu 7,9 Prozent aus Siedlungsfläche.

#### Die Flächenverteilung
Die mittlere Höhe des Einzugsgebietes beträgt 748,2 m ü. M.

### Zuflüsse
Von der Quelle zur Mündung
- Mau Conseil (linker Quellbach), 0,7 km, 2,35 km²
- L'Augine (rechter Quellbach), 1,1 km, 0,84 km²
- La Mélule (rechts), 0,5 km
- L'Arouvenoz (rechts), 0,4 km

## Hydrologie
An der Mündung des Oulaire in die Mentue beträgt seine modellierte mittlere Abflussmenge (MQ) 120 l/s und sein Abflussregimetyp ist pluvial jurassien.
Der  modellierte monatliche mittlere Abfluss (MQ) des Oulaire in l/s

## Natur und Umwelt
Der Bach ist als Fischereigewässer und als Laichgebiet der Forelle bekannt. Im bewaldeten Tal sind verschiedene Amphibien nachgewiesen.
Das gereinigte Abwasser aus zwei kleinen Gemeindekläranlagen wird in den Oulaire eingeleitet. Dessen Wasserqualität im weitgehend natürlichen Bachbett wird als gut beurteilt.